# Chủ tịch Quốc hội Thái Lan
Chủ tịch Quốc hội (tiếng Thái: ประธานรัฐสภาไทย) là Chủ tịch của Quốc hội lưỡng viện Thái Lan, cũng đồng thời là Nghị trưởng Viện dân biểu Thái Lan.Từ năm 1997 Nghị trưởng Viện dân biểu mặc định nắm giữ chức Chủ tịch Quốc hội (tiếng Thái: ประธานสภาผู้แทนราษฎร). Do vậy, Chủ tịch Quốc hội luôn là đại biểu của Viện dân biểu, thông thường đều là đảng viên của đảng chiếm đa số trong viện. Chủ tịch Quốc hội được bầu tại phiên họp đầu tiên của Viện dân biểu ngay sau cuộc tổng tuyển cử, không có giới hạn số nhiệm kỳ.
Văn phòng của Chủ tịch Quốc hội được thành lập vào năm 1932, là cơ quan lập pháp đầu tiên của Thái Lan.

## Quyền hạn và Chức năng

### Với vai trò Chủ tịch Quốc hội
Chủ tịch Quốc hội là chủ toạ của Quốc hội tại các phiên họp chung của thượng viện và hạ viện, cũng là đại diện cấp cao và lãnh đạo ngành lập pháp ở Thái Lan. Trong hiến pháp năm 2007 Chủ tịch Quốc hội được ra tăng nhiều quyền hạn. Phó Chủ tịch Quốc hội (thường do Chủ tịch Thượng viện làm) hỗ trợ Chủ tịch Quốc hội
- Tuyên bố bổ nhiệm, bãi nhiệm Chủ tịch Hội đồng Cơ mật và Quan nhiếp chính của Thái Lan
- Tuyên bố việc sửa đổi Bộ luật Cung đình năm 1924
- Mời người thừa kế lên ngôi
- Đảm bảo phiều bầu trong Hội nghị được ghi lại
- Yêu cầu Hoàng gia triệu tập một phiên họp bất thường của Quốc hội

### Với vai trò Nghị trưởng Viện dân biểu
Nghị trưởng Viện dân biểu là người chủ trì của Viện dân biểu. Nghị trưởng cũng được giao một số quyền lập pháp, vì vai trò chính là đảm bảo quá trình lập pháp. Có hai Phó Nghị trưởng hỗ trợ cho Nghị trưởng. Nghị trưởng phải hành động một cách công bằng trên tất cả các vấn đề và do đó không thể là thành viên của bất cứ một đảng phái chính trị nào.
- Trình Quốc vương tên Thủ tướng đắc cử và được bổ nhiệm, sau đó công bố.
- Phê chuẩn sự bổ nhiệm của Quốc vương lãnh đạo phe đối lập.

## Danh sách Chủ tịch Quốc hội
| Thứ tự | Số | Nhiệm kỳ | Tên                                                       | Bắt đầu              | Kết thúc             | Ghi chú |
| ------ | -- | -------- | --------------------------------------------------------- | -------------------- | -------------------- | --- |
| 1      | 1  | (1)      | Chao Phya Thammasakmontri (Snan Thephasadin na Ayutthaya) | 28 tháng 6 năm 1932  | 1 tháng 9 năm 1932   | Chủ tịch đầu tiên của Quốc hội                                                                                   |
| 2      | 2  |          | Chao Phya Pichaiyart (Dhan Bunnag)                        | 2 tháng 9 năm 1932   | 10 tháng 12 năm 1933 | Chủ tịch Hội đồng nhân dân                                                                                       |
| 3      |    | (2)      | Chao Phya Thammasakmontri                                 | 15 tháng 12 năm 1933 | 26 tháng 2 năm 1934  | Chủ tịch Hội đồng nhân dân                                                                                       |
| 4      | 3  | (1)      | Chuẩn Đô đốc Phraya Sorayudthasenee (Krasea Pravahanavin) | 26 tháng 2 năm 1934  | 22 tháng 9 năm 1934  | Chủ tịch Hội đồng nhân dân                                                                                       |
| 5      | 4  |          | Chao Phya Sridhamadhibes (Chita na Songkhla)              | 22 tháng 9 năm 1934  | 22 tháng 7 năm 1936  | Chủ tịch Hội đồng nhân dân                                                                                       |
| 6      | 5  | (1)      | Phya Manavarajasevee (Plod Vichear na Songklha)           | 3 tháng 8 năm 1936   | 10 tháng 12 năm 1937 | Chủ tịch Hội đồng nhân dân                                                                                       |
| 7      |    | (2)      | Chuẩn Đô đốc Phya Sorayudthasenee                         | 6 tháng 7 năm 1943   | 24 tháng 6 năm 1944  | Chủ tịch Hội đồng nhân dân                                                                                       |
| 8      |    | (2)      | Phya Manavarajasevee                                      | 2 tháng 7 năm 1944   | 24 tháng 6 năm 1945  | Chủ tịch Hội đồng nhân dân                                                                                       |
| 9      | 6  |          | Thiếu tá Vilas Osatananda                                 | 4 tháng 6 năm 1946   | 24 tháng 8 năm 1946  | Chủ tịch Thượng viện                                                                                             |
| 10     |    | (3)      | Chuẩn Đô đốc Phya Sorayudthasenee                         | 31 tháng 8 năm 1946  | 8 tháng 11 năm 1947  | Chủ tịch Thượng viện                                                                                             |
| 11     |    | (2)      | Chao Phya Sridhamadhibes                                  | 26 tháng 11 năm 1947 | 29 tháng 11 năm 1951 | Chủ tịch Thượng viện                                                                                             |
| 12     | 7  |          | Đại tướng Phra Prachonpachanuk (Phok Mahadilok)           | 1 tháng 12 năm 1951  | 20 tháng 10 năm 1957 | Nghị trưởng Viện dân biểu                                                                                        |
| 13     | 8  | (1)      | Đại tướng Luang Sudhisararonakara (Suthi Sukhavatee)      | 20 tháng 9 năm 1957  | 14 tháng 12 năm 1957 | Nghị trưởng Viện dân biểu                                                                                        |
| 14     |    | (2)      | Đại tướng Phra Prachonpachanuk                            | 6 tháng 2 năm 1958   | 17 tháng 4 năm 1968  | Chủ tịch soạn thảo Hiến pháp                                                                                     |
| 15     | 9  |          | Tawee Boonyaket                                           | 8 tháng 5 năm 1968   | 20 tháng 6 năm 1968  | Chủ tịch soạn thảo Hiến pháp hội                                                                                 |
| 16     | 10 |          | Đại tá Vorkarnbancha (Boonkerd Stantanont)                | 22 tháng 7 năm 1968  | 17 tháng 11 năm 1971 | Chủ tịch Thượng viện                                                                                             |
| 17     | 11 |          | Thiếu tướng Siri Siriyothin                               | 18 tháng 12 năm 1972 | 11 tháng 12 năm 1973 | Chủ tịch Quốc hội lập pháp Quốc gia                                                                              |
| 18     | 12 |          | MR Kukrit Pramoj                                          | 29 tháng 12 năm 1973 | 7 tháng 10 năm 1974  | Chủ tịch Quốc hội lập pháp Quốc gia                                                                              |
| 19     | 13 |          | Praphas Ouchai                                            | 17 tháng 10 năm 1974 | 25 tháng 1 năm 1975  | Chủ tịch Quốc hội lập pháp Quốc gia                                                                              |
| 20     | 14 |          | Prasit Kanjonwat                                          | 7 tháng 2 năm 1975   | 12 tháng 1 năm 1976  | Nghị trưởng Viện dân biểu                                                                                        |
| 21     | 15 | (1)      | Uthai Pimjaichon                                          | 19 tháng 4 năm 1976  | 6 tháng 10 năm 1976  | Nghị trưởng Viện dân biểu                                                                                        |
| 22     | 16 |          | Thống chế Không quân Kamol Dechatungka                    | 22 tháng 10 năm 1976 | 20 tháng 2 năm 1976  | Chủ tịch Hội đồng Tư vấn Thủ tướng Chính phủ                                                                     |
| 23     | 17 | (1)      | Thống chế Không quân Harin Hongsakul                      | 28 tháng 11 năm 1976 | 20 tháng 10 năm 1977 | Chủ tịch Cải cách Quốc hội                                                                                       |
| 24     |    | (2)      | Thống chế Không quân Harin Hongsakul                      | 25 tháng 11 năm 1977 | 22 tháng 4 năm 1979  | Chủ tịch Quốc hội lập pháp Quốc gia                                                                              |
| 25     |    | (3)      | Thống chế Không quân Harin Hongsakul                      | 9 tháng 5 năm 1979   | 19 tháng 3 năm 1983  | Chủ tịch Thượng viện                                                                                             |
| 26     | 18 |          | Charubutr Ruengsuvan                                      | 26 tháng 4 năm 1983  | 19 tháng 3 năm 1984  | Chủ tịch Thượng viện                                                                                             |
| 27     | 19 | (1)      | Ukrit Mongkolnavin                                        | 30 tháng 4 năm 1984  | 21 tháng 4 năm 1989  | Chủ tịch Thượng viện                                                                                             |
| 28     | 20 |          | Van Chanchue                                              | 4 tháng 5 năm 1989   | 23 tháng 2 năm 1991  | Chủ tịch Thượng viện                                                                                             |
| 29     |    | (2)      | Ukrit Mongkolnavin                                        | 2 tháng 4 năm 1991   | 21 tháng 3 năm 1992  | Chủ tịch Quốc hội lập pháp Quốc gia                                                                              |
| 30     |    | (3)      | Ukrit Mongkolnavin                                        | 3 tháng 4 năm 1992   | 26 tháng 5 năm 1992  | Chủ tịch Thượng viện                                                                                             |
| 31     | 21 | (1)      | Meechai Ruchuphan                                         | 28 tháng 6 năm 1992  | 29 tháng 6 năm 1992  | Chủ tịch Thượng viện                                                                                             |
| 32     | 22 |          | Marut Bunnag                                              | 22 tháng 9 năm 1992  | 19 tháng 5 năm 1995  | Nghị trưởng Viện dân biểu                                                                                        |
| 33     | 23 |          | Boon-eur Prasertsuwan                                     | 11 tháng 7 năm 1995  | 27 tháng 9 năm 1996  | Nghị trưởng Viện dân biểu                                                                                        |
| 34     | 24 |          | Vanmuhamadnor Mata                                        | 24 tháng 11 năm 1996 | 27 tháng 6 năm 2000  | Nghị trưởng Viện dân biểu                                                                                        |
| 35     | 25 |          | Pichai Rattakul                                           | 30 tháng 6 năm 2000  | 9 tháng 11 năm 2000  | Nghị trưởng Viện dân biểu                                                                                        |
| 36     |    | (2)      | Uthai Pimjaichon                                          | 6 tháng 2 năm 2001   | 5 tháng 1 năm 2005   | Nghị trưởng Viện dân biểu                                                                                        |
| 37     | 26 |          | Phokin Polkul                                             | 6 tháng 1 năm 2005   | 24 tháng 2 năm 2006  | Nghị trưởng Viện dân biểu                                                                                        |
| 38     |    | (2)      | Meechai Ruchuphan                                         | 11 tháng 10 năm 2006 | 19 tháng 3 năm 2008  | Chủ tịch Quốc hội lập pháp Quốc gia                                                                              |
| 39     | 27 |          | Yongyut Tiyapairach                                       | 23 tháng 1 năm 2008  | 30 tháng 4 năm 2008  | Nghị trưởng Viện dân biểu; từ chức sau khi Ủy ban bầu cử đưa hành vi gian lận trong bầu cử đến Tòa án Hiến pháp. |
| 40     |    |          | Prasobsook Boondech                                       | 19 tháng 3 năm 2008  | 15 tháng 5 năm 2008  | Quyền Chủ tịch Thượng viện                                                                                       |
| 41     | 28 |          | Chai Chidchob                                             | 15 tháng 5 năm 2008  | 10 tháng 5 năm 2011  | Nghị trưởng Viện dân biểu                                                                                        |
| 42     |    |          | Tướng Teeradej Meepien                                    | 10 tháng 5 năm 2011  | 3 tháng 8 năm 2011   | Quyền Chủ tịch Thượng viện                                                                                       |
| 43     | 29 |          | Somsak Kiatsuranont                                       | 3 tháng 8 năm 2011   | 9 tháng 12 năm 2013  | Nghị trưởng Viện dân biểu                                                                                        |
| 44     |    |          | Nikom Wairatpanij                                         | 9 tháng 12 năm 2013  | 21 tháng 3 năm 2014  | Quyền Chủ tịch Thượng viện                                                                                       |
| 45     | 30 |          | Pornpetch Wichitcholchai                                  | 17 tháng 8 năm 2014  | 21 tháng 5 năm 2019  | Chủ tịch Hội đồng Lập pháp Quốc gia                                                                              |
| 46     | 31 |          | Chuan Leekpai                                             | 28 tháng 5 năm 2019  | nay                  | Nghị trưởng Viện dân biểu                                                                                        |